# 探偵家族
『探偵家族』（たんていかぞく）は、2002年7月13日から9月14日まで日本テレビ系の「Surprise Saturday」枠で放送されていたテレビドラマ。
2002年11月21日にVHS化（現在、VHSソフトは販売終了）されているが、2022年10月現在DVD化・ネット配信はされていない。

## あらすじ
東京の下町で探偵事務所を営む父が亡くなり、その娘である長女で専業主婦の田中小百合がひょんな事から、デコトラ運転手の兄貴である田中一郎が10年ぶりに一人息子の田中太郎と共に田中家一家に姿を現し帰宅、田中探偵事務所を継ぐことでいろいろな事件、騒動が起きる

## キャスト

### 主要人物
- 田中小百合：稲森いずみ
- 田中亜湖：国仲涼子
- 田中二郎：深水元基
- 田中千賀子：花原照子
- 田中太郎：神木隆之介
- 田中大介：宮迫博之
- 田中長一郎：平泉成（特別出演）
- 戸倉真帆：平愛梨
- 仙道雄治：山下真司
- 西寺紀子：室井滋
- 田中一郎：陣内孝則

### ゲスト
- 第1話
  - 藤村さやか（矢沢心）
  - 明智乱（GAKU）
- 第2話
  - 下田麻美（越智静香）
  - 下田祐一郎（神保悟志）
  - 泉川せいな（望月さや）
- 第3話
  - 手塚里美（鷲尾真知子）　　
  - 手塚正義（瀬戸陽一朗）
  - 手塚和義（原田龍二）
- 第4話
  - 神田耕輔（北村一輝）
  - 加納貴子（はしのえみ）
- 第5話
  - 佐藤崇（小木茂光）
  - 佐藤美代子（秋本奈緒美）
  - 佐藤葵（大谷みつほ）
- 第6話
  - 菊田早苗（村上和）
  - 二人組（石塚義之・石井正則）
- 第7話
  - 西田サユリ（吉野きみ佳）
- 第8話
  - 都河泰明（大浦龍宇一）
  - 桜井有希（島谷ひとみ）
  - 青木亜美（三船美佳）
  - 中村理沙（上野なつひ）
  - 藤堂修子（井上佳子）
  - 佐々木紀夫（田中要次）
- 最終話
  - 氷河美津子（大塚寧々）

## スタッフ
- 脚本：石原武龍、大野敏哉、福田裕子
- 音楽：村山達哉、安藤直弘
- 主題歌：小柳ゆき「Endless」
- 挿入歌：hiro「Notice my mind」
- チーフプロデューサー：井上健
- プロデューサー：池田健司、村瀬健、鈴木聡
- 演出：長沼誠、大谷太郎
- 製作協力：ケイファクトリー
- 製作著作：日本テレビ

## サブタイトル
| 各話                                                    | 放送日        | タイトル                                        | 視聴率 |
| ------------------------------------------------------- | ------------- | ----------------------------------------------- | ------ |
| 第1話                                                   | 2002年7月13日 | 学校潜入!?イジメをなくせ!!                      | 11.1%  |
| 第2話                                                   | 7月20日       | 妻を殴る夫警察は信用できない                    | 09.2%  |
| 第3話                                                   | 7月27日       | ひきこもり心の扉をブチ破れ!!                    | 09.8%  |
| 第4話                                                   | 8月03日       | 悪徳商法!コスプレ（秘）撃退術!                  | 07.8%  |
| 第5話                                                   | 8月10日       | 誘拐事件!?天才少年名探偵誕生!妻は家政婦じゃない | 10.0%  |
| 第6話                                                   | 8月24日       | スペシャル少年探偵VS覆面強盗                    | 08.5%  |
| 第7話                                                   | 8月31日       | 連続通り魔恐怖!!主婦探偵監禁                    | 08.4%  |
| 第8話                                                   | 9月07日       | 芸能界潜入生放送中に殺人予告!!犯人は誰          | 07.8%  |
| 最終話                                                  | 9月14日       | サヨナラお母さん                                | 10.1%  |
| 平均視聴率 9.2%（視聴率は関東地区、ビデオリサーチ調べ） |               |                                                 |        |

| 日本テレビ 土曜ドラマ                   | 日本テレビ 土曜ドラマ            | 日本テレビ 土曜ドラマ              |
| 前番組                                  | 番組名                           | 次番組                             |
| --------------------------------------- | -------------------------------- | ---------------------------------- |
| ゴールデンボウル (2002.4.20 - 2002.7.6) | 探偵家族 (2002.7.13 - 2002.9.14) | リモート (2002.10.12 - 2002.12.14) |